# Giovanni Lombardi (ingegnere)
Giovanni Lombardi (Sorengo, 28 maggio 1926 – Fontvieille (Monaco), 22 maggio 2017) è stato un ingegnere svizzero, originario di Airolo.

## Biografia
È stato uno dei massimi esperti nella realizzazione di dighe e opere sotterranee e idrauliche. Laureato in ingegneria civile nel 1948 al politecnico federale di Zurigo, Lombardi consegue il dottorato in scienze tecniche nel 1955 con la tesi Le dighe a volta sottili, tema che segna la sua brillante carriera. Nel 1955 apre il proprio studio d'ingegneria a Locarno, trasferitosi nel 1993 a Minusio.

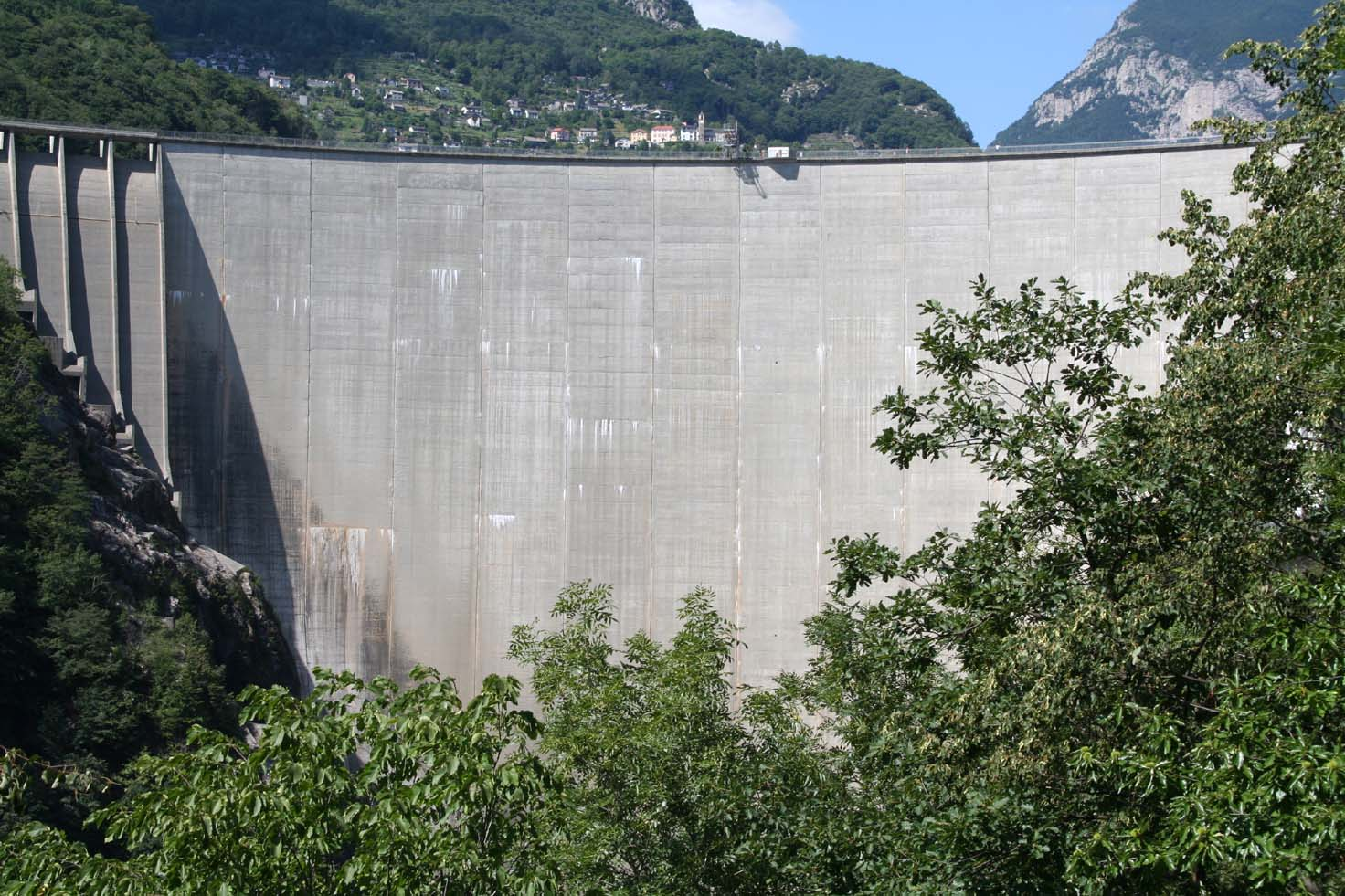
La diga di Contra, progettata da Giovanni Lombardi

Tra i grandi progetti che costellano la sua attività, da ricordare la progettazione e direzione dei lavori per le dighe di Contra (o della Verzasca) (Canton Ticino), Kops (Austria), Huites (Messico), Zimapán (Messico), Bortel (canton Vallese) e Ridracoli (Italia), oltre al riassetto di 10 dighe, tra cui Zeuzier (canton Vallese), Kölnbrein (Austria) e Flumendosa (Italia).
Di assoluto rilievo anche l'attività nell'ambito delle gallerie, tra cui il progetto e la direzione dei lavori della galleria stradale del San Gottardo, della galleria di base del San Gottardo, oltre che delle gallerie di circonvallazione di Neuchâtel, Locarno, Lussemburgo e Hergiswil (Lucerna). Ha pure partecipato agli studi del Tunnel della Manica e a quelli per lo Stretto di Messina. Da non dimenticare i lavori per grandi caverne come quella del CERN, Laboratori Nazionali del Gran Sasso e varie centrali idroelettriche.
Dal 1979 al 1985 è stato presidente del Comitato svizzero delle dighe e nel 1985 viene eletto presidente della Commissione internazionale delle grandi dighe (ICOLD/CIGB), una carica mai ricoperta prima da uno svizzero.
Viene insignito del dottorato honoris causa dal politecnico di Losanna (1986) e dal politecnico di Milano (2004).
Dal 1989 al 2013 è presidente della Lombardi SA, ingegneri consulenti di Minusio (CH) e dal 1989 al 2011 presidente del consiglio d'amministrazione della Lombardi Ingegneria Srl di Milano (IT).
Nel 2006 vince il concorso internazionale per progettare il tunnel ferroviario che collegherà Africa e Europa attraverso lo stretto di Gibilterra. Il tunnel sarà lungo all'incirca 40 km e collegherà Tarifa (Spagna) a Tangeri (Marocco). Il Collegamento fisso attraverso lo Stretto di Gibilterra, questo il nome esatto della futura opera, sarà situato ad una profondità dai 300 ai 600 metri ed avrà un costo minimo di 5 miliardi di euro. I lavori di costruzione non dovrebbero iniziare prima del 2025.